# 形態項目
形態項目（Configuration Items、CI）構成形態管理的基礎。一個形態項目是形態的單元（unit），可被單獨管理及版本控制。
典型的形態管理系統，將管制檔案、需求、或另一個可以定義的單元。這些單元被一個程序與工具的結合體加以管理，避免傳入錯誤，並力求維護高品質的成果。這些單元自身可被考慮成為形態項目，或者它們可以被結合成一個總成，經由同一套的程序與工具加以管理。

## 在形態管理中扮演的角色
從變更執行者的觀點，形態項目是變更的『什麼』(what)，修改一個形態項目的特定形態基準版次，將會產生該同一個形態項目的新版次，此新版次的形態項目本身也是一個形態基準。審視一個變更的效應，首先要問：
1. 什麼形態項目被影響？
2. 形態項目如何被影響？

一個發佈（本身也是受版本控制的實體）可以由許多的形態項目所構成，這一套針對每一個形態項目的變更，將出現在發佈的版次修改說明（Release Notes）裡，說明欄位可以包括每一個形態項目的特定標題。
一旦參與一個變更的執行、與變更的管理，針對每一個形態項目的列表與定義，可以作為與該產品相關的所有團體的共通詞庫。定義的層級，必須擴及執行面的個體、與產品市場行銷的個體，能夠認同他們所使用的形態項目名稱是共通的定義。針對一特定的專案，形態項目的挑選、與識別，可以視為從上而下發展完整架構的第一個步驟。
形態項目、版次、和變更構成形態稽核的基礎。